# کورتونا
کورتونا (به ایتالیایی: Cortona) یک کومونه در ایتالیا است که در استان آرتزو واقع شده‌است.

## خصوصیات
کورتونا ۳۴۲٫۳۳ کیلومترمربع مساحت و ۲۳٬۰۳۶ نفر جمعیت دارد و ۴۹۴ متر بالاتر از سطح دریا واقع شده‌است.

## خواهرخوانده
شهرهای رومان (رومانی)، Château-Chinon (Ville)، کرویه، Újbuda و آتنز، جورجیا خواهرخوانده‌های کورتونا هستند.